# Due amici (racconto)
Due amici è un racconto di Guy de Maupassant pubblicato per la prima volta il 5 febbraio 1883 sul quotidiano Gil Blas con lo pseudonimo di "Maufrigneuse". È uscito poi nella raccolta Mademoiselle Fifi; qui l'autore sottolinea la crudeltà ed assurdità dell'esistenza post-guerra e di tutte le sue regole.
La storia sembra esser stata ispirata da un fatto accaduto realmente: si svolge durante l'occupazione della Francia da parte dei tedeschi a seguito della Guerra franco-prussiana del 1870-71 (come accade anche per Palla di sego e La signorina Fifì), dopo l'assedio e la Comune di Parigi.

## Trama
Siamo nel gennaio 1871, al culmine quindi dell'assedio di Parigi. Il personaggio principale è il signor Morissot, un orologiaio e  suo vecchio amico Sauvage, un merciaio di Rue Nortre-Dame-de Lorette, col quale era uso andar a pescare prima del conflitto.
I due vecchi amici rimpiangono i bei tempi passati davanti ad un bel bicchiere d'assenzio seduti in un caffè; cominciano a parlare in maniera nostalgica dei piacevoli pomeriggi domenicali trascorsi a pescare assieme sulle rive della Senna. Nella completa mancanza di qualsiasi altra cosa da fare, decidono di ritornar il prima possibile a pescar al loro vecchio posto.
Dopo aver ottenuto un lasciapassare per poter uscire dalla città, si dirigono lesti a piedi lungo il fiume in direzione d'Argenteuil
A questo punto, voltatisi, s'accorgono di quattro soldati prussiani che stanno puntando contro di loro i fucili. Catturati vengono trasportati sull'isola vicina di Colombes dove un ufficiale prussiano, dopo avergli spiegato che può legalmente sparargli sul posto, fa loro un'offerta: risparmierà loro la vita e li farà riportare sani e salvi a casa se loro in cambio gli riveleranno la parola d'ordine usata per entrar a Parigi. I due si rifiutano eroicamente di trasformarsi in spie del nemico, anche dopo che l'ufficiale tedesco ricorda la sofferenza che la loro morte produrrà nelle rispettive famiglie.
Dopo l'ennesimo rifiuto i due vengono condotti davanti al plotone d'esecuzione in attesa della fucilazione: i due amici si stringono le mani scambiandosi così un ultimo addio, in lacrime, prima che i proiettili li raggiungano facendoli stramazzare senza vita al suolo. L'ufficiale tedesco dà ordine che i due corpi vengano senza tanti complimenti gettati nel fiume; senza mostrare poi alcun segno di commozione fa cucinare il pesce che avevano pescato.
Dopo aver gettato uno sguardo annoiato ai due corpi galleggianti nell'acqua che vanno verso valle, il comandante prussiano torna a sedersi tranquillamente sulla sua sedia a fumare la pipa.

## Fortuna
Il racconto è stato adattato sia per il cinema che in film per la televisione e ha ispirato alla lontana il film La grande guerra di Mario Monicelli. Inoltre, è stato oggetto di un celebre studio semiotico da parte di Algirdas Julien Greimas in Maupassant: la sémiotique du texte, exercices pratiques (1976).